# ادماستون/براملی
ادماستون/براملی (به انگلیسی: Admaston/Bromley) یک Lower-tier municipalities در کانادا است که در انتاریو واقع شده‌است.

## خصوصیات
ادماستون/براملی ۲٬۸۴۴ نفر جمعیت دارد.